# انتخابات ریاست‌جمهوری جمهوری قره‌باغ (۱۹۹۶)
انتخابات ریاست‌جمهوری در روز ۲۴ نوامبر ۱۹۹۶ برگزار شد. نتیجه آن پیروزی نامزد مستقل، روبرت کوچاریان بود که ۸۹ درصد آرا کسب نمود.

## نتایج
| کاندیدا                | کاندیدا                | حزب                    | آراء   | ٪      |
| ---------------------- | ---------------------- | ---------------------- | ------ | ------ |
|                        | روبرت کوچاریان         | مستقل                  | ۶۰٬۲۴۱ | ۸۸٫۹۱  |
|                        | بوریس آروشانیان        | مستقل                  | ۴٬۸۰۱  | ۷٫۰۹   |
|                        | هراند ملکومیان         | حزب کمونیست            | ۲٬۷۱۳  | ۴٫۰۰   |
| کل                     | کل                     | کل                     | ۶۷٬۷۵۵ | ۱۰۰٫۰۰ |
|                        |                        |                        |        |        |
| آراء معتبر             | آراء معتبر             | آراء معتبر             | ۶۷٬۷۵۵ | ۹۶٫۷۲  |
| آراء نامعتبر/سفید      | آراء نامعتبر/سفید      | آراء نامعتبر/سفید      | ۲٬۲۹۷  | ۳٫۲۸   |
| کل آراء                | کل آراء                | کل آراء                | ۷۰٬۰۵۲ | ۱۰۰٫۰۰ |
| رأی‌دهندگان ثبت‌نام کرده | رأی‌دهندگان ثبت‌نام کرده | رأی‌دهندگان ثبت‌نام کرده | ۸۹٬۷۳۳ | ۷۸٫۰۷  |
| منبع: CEC              |                        |                        |        |        |